# 酷安
酷安是一个在中国提供Android（安卓）应用下载和分享的虚拟社区网站，成立于2010年，是聚集了众多Android应用独立开发者、极客用户的一个Android爱好者社区，旗下应用有“酷市场”等。
2010年4月，胡松华和他的技术合作人创立酷安网，口号为“发现应用的乐趣”，网站提供Android应用下载。两人一个负责技术，一个负责运营，胡松华使用ID“酷安小编”。在2018年发布的酷安V8中，产品口号由原来的「发现应用的乐趣」转变为「发现科技新生活」。